# DJ Red Alert
DJ Red Alert, pseudonimo di Fred Krute (New York, 27 novembre 1956), è un disc jockey statunitense, famoso per aver lanciato gruppi come i Black Sheep, gli A Tribe Called Quest, Boogie Down Productions e Jungle Brothers.

## Biografia
Lavora alla Zulu Nation dove conosce Afrika Bambaataa e il suo nome si diffonde nei club di Manhattan. Grazie a Bambaataa ha l'occasione di mostrare la sua bravura alla radio di New York KISS-FM. In seguito realizza Hip Hop Wax, Vol. 2, collezione di scratch di diversi DJs newyorkesi.
Nel 1988 pubblica We Can Do This, seguito due anni dopo da Let's Make It Happen e Propmaster Dancehall Show del 1994. Si fa promotore della Native Tongue Posse.
Nel 1996 pubblica Kool DJ Red Alert Presents e nel 2001, da Beats, Rhymes & Battles, Vol. 1.

## Discografia
- We Can Do This (1988)
- Let's Make It Happen Pt.3 (1990)
- Propmaster Dancehall Show (1994)
- Kool DJ Red Alert Presents (1996)
- Beats, Rhymes & Battles Vol.1 (2001)